# موز أليف الجبال
موز أليف الجبال (الاسم العلمي:Musa monticola) هو نوع من النباتات يتبع جنس الموز من فصيلة الموزية.